# 松渓県
松渓県（しょうけい-けん）は中華人民共和国福建省に位置する省直轄の県であり、しばらくの間、南平市の代理管轄下に置かれている。

## 歴史
260年（永安3年）、東平県が設置される。975年（開宝8年）に松渓県と改称され現在に至る。1960年2月から1962年8月、1970年7月から1975年3月まで隣接する政和県と合併し松政県とされていた。

## 行政区画
下部に1街道、2鎮、6郷を管轄する。
- 街道
  - 松源街道
- 鎮
  - 鄭墩鎮、渭田鎮
- 郷
  - 河東郷、茶平郷、旧県郷、渓東郷、花橋郷、祖墩郷

## 交通

### 鉄道
- 中国国家鉄路集団
  - 衢寧線（中国語版）
    - 松渓駅

### 道路
- 高速道路
  - 長深高速道路